# Christian Torres (futbolista nacido en 2004)
Christian Dominick Torres Palacios (Fontana, California, Estados Unidos, 16 de febrero de 2002) es un futbolista mexicano que juega como extremo derecho en el Club Deportivo Tapatío de la Liga de Expansión MX.
Trayectoria
Nacido en Fontana, California, Torres comenzó su carrera en la academia juvenil del L. A. Galaxy antes de unirse a sus rivales Los Angeles F. C. en 2018. Durante su primera temporada con el club, Torres ganó la Bota de Oro para el nivel sub-15, anotando 17 puntos. metas.

### Los Angeles F. C.
El 8 de julio de 2020, Torres firmó un contrato profesional como jugador de Los Angeles F. C. Fue fichado junto a sus compañeros de la academia Tony Leone y Erik Dueñas y los tres fueron los primeros tres fichajes locales en venir directamente de la academia del club. Torres luego hizo su debut competitivo con el club el 30 de agosto de 2020 en una derrota por 3-1 contra Seattle Sounders F. C. En el minuto 78 entró como suplente de Brian Rodríguez. Torres hizo su primera apertura el 14 de octubre de 2020 en una derrota por 2-1 ante los Vancouver Whitecaps. Su primer gol profesional llegó el 18 de octubre de 2020 en el minuto 93 para un empate 1-1 contra Portland Timbers. El 24 de noviembre de 2020, Torres se convirtió en el jugador más joven en la historia de la MLS en comenzar un partido de playoffs a la edad de 16 años y 223 días. El anterior poseedor del récord fue Jozy Altidore, entonces de los New York Red Bulls, a la edad de 16 años y 349 días.

## Selección nacional

### Categorías inferiores

#### Sub-20
Torres fue convocado a la selección de futbol sub-20 de México por Luis Ernesto Pérez para participar en la Revelations Cups 2021, apareciendo en tres partidos, donde México ganó la competencia.

## Estadísticas

### Clubes
Actualizado al último partido jugado el 2 de noviembre de 2024.
| LA F. C. Estados Unidos | 1.ª           | 2020          | 9  | 1 | - | - | - | - | 9  | 1 | 0,11 |
| LA F. C. Estados Unidos | 1.ª           | 2023          | 0  | 0 | 2 | 1 | - | - | 2  | 1 | 0,50 |
| LA F. C. Estados Unidos | Total club    | Total club    | 9  | 1 | 2 | 1 | 0 | 0 | 11 | 2 | 0,18 |
| Las Vegas Lights F. C. Estados Unidos | 2.ª           | 2021          | 25 | 3 | - | - | - | - | 25 | 3 | 0,12 |
| Las Vegas Lights F. C. Estados Unidos | 2.ª           | 2022          | 20 | 1 | - | - | - | - | 20 | 1 | 0,05 |
| Las Vegas Lights F. C. Estados Unidos | Total club    | Total club    | 45 | 4 | 0 | 0 | 0 | 0 | 45 | 4 | 0,08 |
| LA F. C. 2 Estados Unidos | 3.ª           | 2023          | 20 | 2 | - | - | - | - | 20 | 2 | 0,10 |
| LA F. C. 2 Estados Unidos | Total club    | Total club    | 20 | 2 | 0 | 0 | 0 | 0 | 20 | 2 | 0,10 |
| C. D. Tapatío · México | 2.ª           | 2024          | 10 | 0 | - | - | - | - | 10 | 0 | 0,00 |
| C. D. Tapatío · México | 2.ª           | 2024-25       | 10 | 0 | - | - | - | - | 10 | 0 | 0,00 |
| C. D. Tapatío · México | Total club    | Total club    | 20 | 0 | 0 | 0 | 0 | 0 | 20 | 0 | 0,00 |
| Total carrera | Total carrera | Total carrera | 94 | 7 | 2 | 1 | 0 | 0 | 96 | 8 | 0,10 |
| (1) Incluye datos de Lamar Hunt U.S. Open Cup. (2) Incluye datos de Liga de Campeones de la Concacaf. (3) No incluye goles en partidos amistosos. |               |               |    |   |   |   |   |   |    |   |      |